# Stoletje
Stolétje je doba, dolga sto let. V štetju let se običajno šteje od vključno leta ZXY1 do vključno leta Z(X+1)Y0, kjer so Z, X in Y števke. Na primer, 17. stoletje je trajalo od leta 1601 do 1700, 2. stoletje pr. n. št. pa od leta 101 do 200 pr. n. št..